# Бретиње Нотр Дам
Бретиње Нотр Дам (фр. Bretigney-Notre-Dame) насеље је и општина у источној Француској у региону Франш-Конте, у департману Ду која припада префектури Безансон.
По подацима из 2011. године у општини је живело 110 становника, а густина насељености је износила 19,57 становника/km². Општина се простире на површини од 5,62 km². Налази се на средњој надморској висини од 399 метара (максималној 589 m, а минималној 359 m).

## Демографија
| 1962. | 1968. | 1975. | 1982. | 1990. | 1999. | 2011. |
| ----- | ----- | ----- | ----- | ----- | ----- | ----- |
| 68    | 69    | 72    | 77    | 95    | 102   | 110   |

График промене броја становника у току последњих година